# Pintura sobre madeira

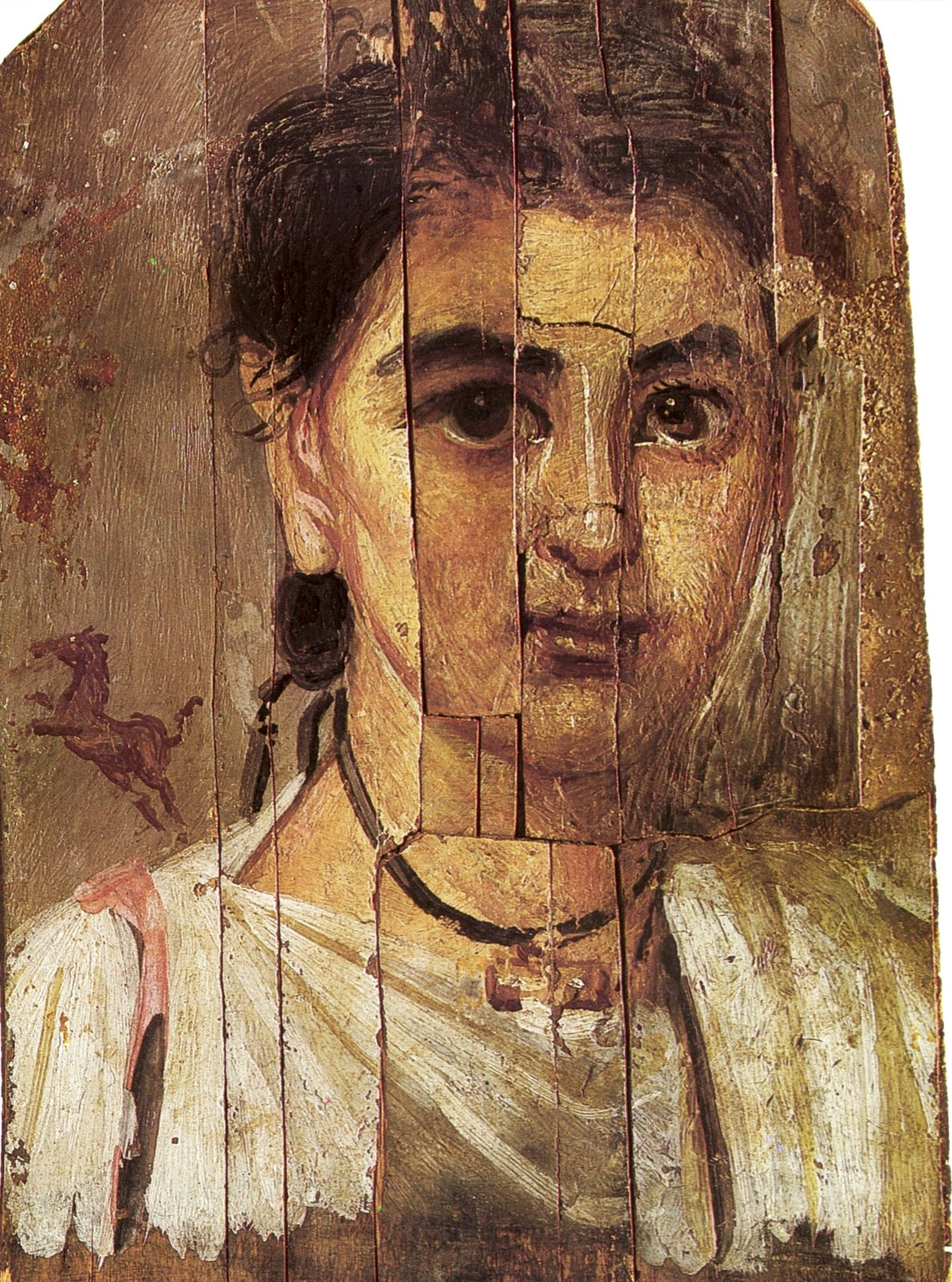
Pintura sobre madeira, exemplar da tradição dos retratos de Faium, século II

Pintura sobre madeira ou pintura sobre painel é uma pintura artística realizada sobre um painel rígido e plano de madeira. O suporte pode consistir numa peça única ou em vários painéis unidos. Até à tela se ter tornado o suporte mais popular em finais do século XVI, o painel de madeira era o suporte padrão para qualquer pintura que não fosse realizada em paredes (fresco) ou papel velino, usado para iluminuras.
Entre as madeiras mais utilizadas estão a faia, o cedro, a nogueira, o abeto, tilia, álamo, mogno, oliveira e teca. Os painéis de madeira eram geralmente fervidos ou tratados com vapor de modo a remover impurezas e resinas, sendo depois revestidos com um material aglutinante de modo a preencher os poros e com gesso, sobre o qual era executada a pintura.